# Mostier
Mostier de Ventadorn (en francès Moustier-Ventadour) és un municipi francès situat al departament de la Corresa i a la regió de la Nova Aquitània.

## Demografia
| 1962                                       | 1968 | 1975 | 1982 | 1990 | 1999 | 2007 |
| ------------------------------------------ | ---- | ---- | ---- | ---- | ---- | ---- |
| 266                                        | 355  | 316  | 302  | 383  | 402  | 455  |
| Des de 1962: població sense dobles comptes |      |      |      |      |      |      |

## Administració
| Període | Identitat      | Partit |
| ------- | -------------- | ------ |
| 2008-   | Daniel Bouyges | PCF    |

## Personatges relacionats
- Bernat de Ventadorn